# 阿尔图霍沃 (布良斯克州)
阿尔图霍沃（羅馬化：Altukhovo）是俄罗斯布良斯克州的工人村（市级镇），属纳夫利亚区，位于杰斯纳河流域内克拉皮夫纳河（Крапивна）畔，在区首府纳夫利亚西南方。
该地2021年人口有1,676人；2010年人口1,784；2002年人口1,947；1989年人口2,222。